# Nazca
Nazca (también Nasca, variante introducida recientemente) es una ciudad peruana capital del distrito homónimo ubicado en la provincia de Nazca en el departamento de Ica. Geográficamente se sitúa en la margen derecha del río Aja, afluente del río Grande en un estrecho valle a 520 m. s. n. m. a  439 km al sur de Lima.
Es una ciudad muy activa debido a la gran afluencia de visitantes que llegan a diario a conocer las Líneas de Nazca y también por el desarrollo minero, agrícola y comercial de su entorno. 
Contaba con una población estimada de 49 200 hab. en 2019.

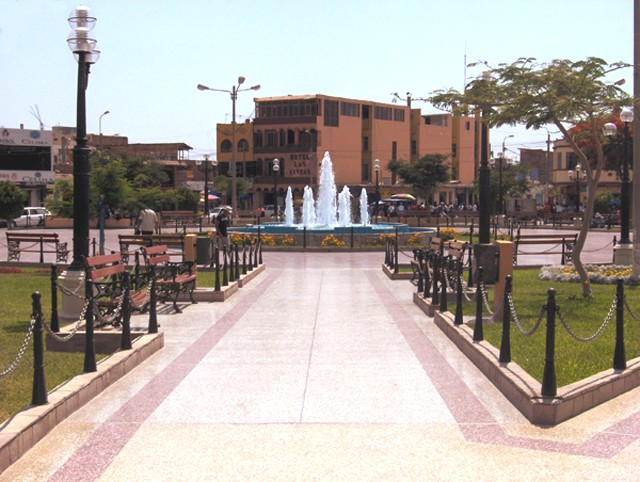
Vista de la plaza Mayor de Nazca.

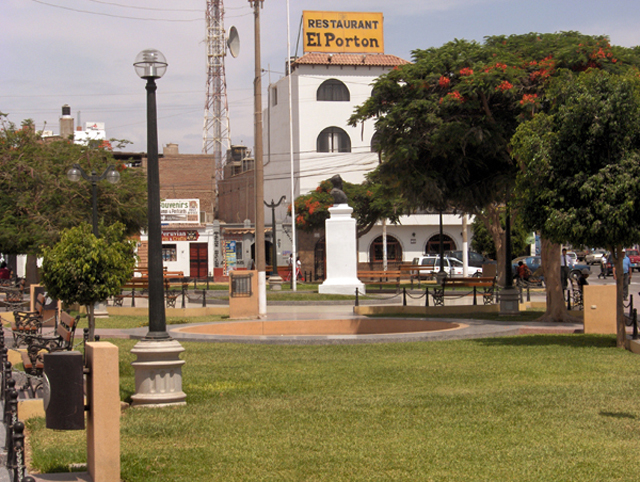
Plazuela Bolognesi en Nazca.

## Características
A través de los años Nazca ha sufrido eventos sísmicos de menor magnitud; el último el 12 de noviembre de 1996, un sismo de 6,8, con epicentro en el Océano Pacífico (Marcona), impactó seriamente la ciudad y más de 8000 construcciones colapsaron totalmente y 1600 personas quedaron heridas. El 24 de agosto de 1942 un fuerte terremoto de 8.4 destruyó la provincia.
Nazca y el distrito de Vista Alegre conforman un solo núcleo urbano al estar ambos prácticamente unidos formando la ciudad (41.000 habitantes aproximadamente), cosa que no sucede con los demás distritos de la provincia.

## Toponimia
Según análisis del lingüista Rodolfo Cerrón Palomino, el topónimo Nasca vendría de una forma original registrada como <Nanasca>. Esta forma variaba con otra versión, escrita <Lanasca>, debido a influencia de la pronunciación aimara, en donde es común ver que /n/ cambie a /l/ (p. ej., en Oruro dicen layra para 'ojo' en lugar de nayra como en la mayor parte de variedades). El topónimo provendría originalmente, sin embargo, del quechua nanasqa 'dolido, lastimado' (a partir del verbo nanay 'doler'). El lingüista concuerda con la etimología proporcionada por el Inca Garcilaso, quien reconoce desconocer la motivación del topónimo, escribiendo «no se sabe a qué propósito le pusieron este nombre, que no devía de ser acaso, sino por algún castigo o plaga semejante». La forma original con pronunciación local, es decir <Lanasca>, cambió probablemente ya que los hispanohablantes reanalizaron el nombre como la-nasca, con el primer segmento como el artículo definido femenino (como en la silla). Así, se rescató solamente Nasca, variante que originalmente y modernamente se escribe con s, y no con z.

## Historia
Existen dos versiones de su fundación española. Según escritos de cronistas, fue fundada el 28 de octubre de 1548, por encargo del pacificador Pedro de la Gasca, por don Alonso de Mendoza. La otra versión dice que fundada por el virrey García Hurtado de Mendoza, marqués de Cañete, en 1591.
Nazca también fue conocida por producir un aguardiente de uva -similar al pisco- destinado para el consumo de los esclavos, y al que los habitantes locales llamaron Nazca. Asimismo se dice que se produjo el primer aguardiente de uva (pisco) en la Hacienda Cahuachi, por un esclavo afroamericano de los dueños de este fundo.
En Historia regional de Ica: época colonial, t.I (1964), de Alberto Rossel Castro, el capítulo VII, titulado Historia colonial del valle de Nasca refiere que desde antes de la conquista, el valle de Nasca fue conocido por el nombre de Caxamarca, como lo registran los títulos de escrituras, de los corregidores y Cédulas Reales de la época, que principian con este tenor: ..en el pueblo de Caxamarca de la Nazca
Señala que el Repartimiento de Caxamarca comprendía tres grandes parcialidades: Nazca, Collao y Palpa. Que la Parcialidad de Nazca se extendía por las quebradas de Aja y Copara, en el decir de hoy, Tierras Blancas y Las Trancas. 
Que la Parcialidad del Collao correspondía al valle de Ingenio, y la Parcialidad de Palpa se situaba entre las quebradas del Río Grande y la de las Viscas. 
Señala que trece ayllus conformaban la Parcialidad de Nazca, de los cuales solo se cuentan los ayllus Amoto, Copara, Poruma, (poroma) Cantallo, Siamesas y Pallas, los cuales pertenecían a la encomienda del capitán don Pedro Gutiérrez de Mendoza. 
El ayllu Collana era el principal y sus componentes se jactaban de pertenecer a la sangre real de los Incas del Cusco. A este ayllu pertenecía la dinastía de los Nasca, cuya familia se aposentaba, a la llegada de los españoles, en el pueblo incaico de Caxamarca, cuyas ruinas se encuentran a la salida de la actual ciudad y que se conoce con el nombre de Los Paredones. 
Rossel Castro dice que los curacas o caciques principales del Repartimiento de Caxamarca, el año 1546 eran don Francisco Nanaska y don Alonso Rimansa, hijo este de Anqueada, dueños de las tierras de Collao y Caxamarca. Así lo declararon ambos ante el primer Alcalde Ordinario, don Nicolás de Rivera el Viejo el 17 de junio de 1546 en documento que consta en el archivo Derecho de Propiedad, Leg. 3, cuaderno 83, año 1546, en el Archivo Nacional.
Al primer curaca o cacique, don Francisco Nanaska, le sucede en el cacicazgo de Caxamarca, su hijo legítimo don García Nanaska, (ahijado del encomendero García Salcedo, luego casado con Beatriz Illacuchi, hija del curaca o cacique de Lurin Ica Aquije) quien en su testamento fechado el 4 de noviembre de 1569, ubicado por el P. Rossel Castro en el Archivo Nacional, manifiesta que tiene un hijo legítimo llamado García Nanaska, de dos años de edad, por lo que delega el poder de gobernar el cacicazgo en su hermano don Pedro Vilcanchana. 
El 13 de marzo de 1582, ante el Notario Público García de Córdova, ya figura el nombre de García Nanaska, a la edad de 19 años, juntamente con los otros representantes del Repartimiento, como don Luis Vininanchana, don Fernando Capcha, Don Baltasar Camote y don Francisco Michilla, lo que demostraba, dice Rossel, que don García Nanaska se había ya hecho cargo del curacazgo o cacicazgo. 
Sobre la fundación del pueblo colonial de Santiago de la Nasca, relata que don García Nanaska padre, y don García Nanaska hijo, fueron los verdaderos benefactores del valle de Caxamarca, quienes donaron a los encomenderos sus bienes para la formación del pueblo colonial en el sitio de la Parcialidad de Naska, dándole el nombre de Santiago Apóstol de Nasca, donde se redujeron los demás indígenas del valle y se dieron los asientos a los españoles el año de 1549, con fecha quizás de 25 de julio, día de la festividad del santo patrón del pueblo. 
Sobre la fundación del Convento de San Agustín (lugar comprendido aproximadamente entre la primera cuadra de la calle Arica, la quinta cuadra de la calle derecha o Lima, y el barrio de las latas, primera cuadra de Grau y el margen del río Tierras Blancas) refiere que así como don García Nanaska había instituido una Capellanía en el altar de San Pablo con parte de sus bienes, don García Nanaska hijo, siguiendo el ejemplo de su padre, gravó a censo sus haciendas a favor de los padres Agustinos de Lima, a condición de que estos dijeran doscientas misas a favor de su alma y fuera sepultado su cuerpo dentro de la Iglesia de Santiago Apóstol de Nasca. Es así que el 16 de mayo los Agustinos pidieron la ejecución de la voluntad del cacique y la licencia para edificar la iglesia del Convento de los Agustinos en el Valle de la Nazca, la construcción de la cual se realizó el año de 1591.
Continúa el autor narrando que la población colonial de Nasca fue elevada a Villa y sus términos precisados en Acarí, Anan-Huayurí, Urin, Huayurí, Palpa e Ingenio, en tiempos del Virrey don Luis de Velasco y Castilla, conde de Nieva, y en la misma época de la fundación de la Villa de Valverde de Ica que se realizó el 17 de julio de 1563. 
Dice que fue el cacique García Nanaska padre, el que dio asiento a los vecinos y moradores españoles, a los soldados cristianos servidores del Virrey, para una casa y una huerta, según las normas impartidas desde España por el Rey. Este asiento se hizo en el mismo lugar donde se encuentra la actual ciudad de Nasca.
El pueblo de Nasca fue creado un 29 de agosto de 1821, luego el 2 de julio de 1855 fue elevado a la categoría de distrito, convirtiéndose en provincia el 23 de enero de 1941.
Nasca, es como se denomina en la actualidad, es un lugar seco, razón por la cual en tiempos del incario se realizó un formidable trabajo de ingeniería hidráulica, trayento aguas de las alturas, en ramales subterráneos, llamados acueductos, que sirven hasta la actualidad, para el riego de terrenos de cultivo y para uso doméstico. 
En la historia colonial, hubo fundos-modelo como San Juan del Ingenio y San Javier propiedad del Colegio Jesuita del Cusco, en los cuales se hacían trabajos de tallado en madera, cultivo de vid, procesamiento de vino para el culto católico, y dos hermosas iglesias ubicadas en estos lugares. En 1767 a la expulsión por edicto del Rey Carlos III de España, estas propiedades, quedaron a disposición de la Corona, y en propiedad de un encomendero.
En tiempos de la República, fueron dadas en uso por el Congreso peruano, en 1828, al Capitán de Navío de la Marina Peruana Hipólito Bouchard, como recompensa y en agradecimiento por los servicios prestados al estado. Bouchard fundó un ingenio azucarero que llamó La Buena suerte, lugar donde fue asesinado, según se cree, una turba de esclavos. Después de 120 años, en junio de 1962, se encontró una tumba con las iniciales HB en las catacumbas de la Iglesia de San Javier.
El 6 de julio de ese año, los restos fueron exhumados por una comisión conjunta de la Armada argentina y peruana, y repatriados a Buenos Aires, a bordo del crucero La Argentina. Hoy reposan en el Panteón de Buenos Aires.
A la muerte de Bouchard estos fundos ingresaron al inventario de bienes de la incipiente y naciente república, llegando a ser un lastre económico para el erario nacional, al solo ocasionar pérdidas. Fueron vendidas por el gobierno de José Rufino Echenique, al iqueño don Domingo de Elías y Carbajo, llamado “el monárquico”, ya que se había educado en Francia durante la Restauración. De los ciento diez mil pesos ofrecidos por Domingo Elías en remate público, por la hacienda y los seiscientos esclavos que en ella trabajaban, el estado sólo recibió billetes de deuda interna por el diez por ciento de su valor, según denuncia del propio Echenique.
Durante la guerra de independencia del Perú, se libró la batalla de Nasca, la cual sería el primer enfrentamiento bélico entre el ejército libertador y el ejército realista.
Nasca recibió a los patriotas de la Expedición Libertadora del general José de San Martín el 14 de octubre de 1820 luego de librarse la Batalla de Nasca. Dos días antes, el 12 de octubre el general Juan Antonio Álvarez de Arenales, desde Ica, había enviado hacia el Sur, en persecución de las tropas realistas del coronel Manuel Quimper huidas de Ica, a su segundo y jefe de Estado Mayor de la División de la Sierra, el argentino teniente coronel Manuel Rojas Argerich al mando de 250 hombres: 110 de caballería y 140 de infantería. Entre los principales jefes patriotas van el alemán mayor de ingenieros Clemente de Althaus, el francés capitán Federico Bransen, el argentino capitán Juan Lavalle y el paraguayo teniente Vicente Suárez. También va el argentino cabo Eustoquio Frías. 
El día 13 a las 2:00 de la tarde la subdivisión patriota había iniciado la travesía del desierto de Huayurí y al amanecer, culminada dicha travesía, se dirige por el camino secundario hacia la hacienda Changuillo, así evita Palpa donde supuestamente pueden estar los soldados realistas. Mientras descansaban y se alimentaban los soldados y los caballos y mulas; por espionaje logran informarse los jefes patriotas que en Palpa están solo doce soldados y un oficial realistas en calidad de vigías y que también el día 12 los soldados realistas han partido hacia Nazca, ciudad donde se encontraban en ese momento. Es entonces que antes del mediodía de aquel glorioso 14 de octubre el teniente coronel Manuel Rojas ordena la marcha de su subdivisión hacia Nasca. En los suburbios de Nasca, un hombre los divisa y corre hacia el pueblo para dar la alarma; son las cinco de la tarde cuando el jefe patriota, para dar un ataque sorpresivo ordena ingresar al pueblo solo a la caballería: cuarenta granaderos al mando del capitán Federico Brandsen y otros cuarenta granaderos al mando del capitán Juan Lavalle y destina treinta cazadores al mando del teniente Vicente Suárez a cortar la huida de los realistas hacia el camino que va hacia Arequipa. Manuel Rojas y Clemente de Althaus, el jefe y subjefe patriota ordenan tocar a deguello a los clarines y se lanzan al ataque con los granaderos. Más que batalla es una carnicería, los realistas se creían protegidos por los inmensos desiertos y no esperan un ataque, mucho más por el aviso que esperan de los vigías de Palpa. Las tropas virreinales son cogidas sin jefes, desarmados y desmontados; son derrotados ignominiosamente. El coronel Manuel Quimper logra huir hacia la sierra, por el camino a Lucanas, según informa en parte el capitán Lavalle que lo persgue. 
El pueblo de Nasca celebra la Victoria. Al día siguiente 15, al anochecer, el teniente Vicente Suárez es destinado a perseguir a un cargamento de 100 mulas que habían salido en dirección a Arequipa con cargas de armas y otros enseres. Guías nasqueños conducen a los bravos soldados patriotas, que cabalgan sobre desiertos de intensa neblina, que según el parte de batalla del teniente Vicente Suárez, no permite ver ni siquiera el suelo al mirar desde el caballo. El bravo teniente paraguayo les dio alcance en Acarí al mediodía del 16 de octubre, apropiándose del cargamento y sableando a los soldados realistas que se resisten. Entretanto ese día 16 de octubre, Manuel Rojas, como lo describe en su segundo parte de batalla proclama la Independencia en Nasca. Los datos expuestos provienen de las dos partes de batalla que dirige de Nazca a Ica, el teniente coronel Manuel Rojas a su jefe el general Juan Antonio Álvarez de Arenales. La batalla fue en Nasca, es un error la Ley 11634 que otorga esa batalla al pueblo de Changuillo, lugar donde las fuerzas patriotas solo descansaron una mañana y escenario por donde nunca pasaron en su huida las tropas realistas. Fue el diputado iqueño quien propuso la Ley 11634 y la hizo promulgar a pesar de que a solicitud de la Cámara de Diputados consultó la opinión del Centro de Estudios Histórico Militares y al Instituto Sanmartiniano del Perú y ambas eruditas instituciones con la flor y la nata de historiadores peruanos, los partes de batalla y documentos peruanos y argentinos le informaron que la batalla había sido dentro del pueblo de Nazca, a las 5:00 p. m. del 14 de octubre de 1820, tal como lo homenajea una placa colocada en la ciudad de Nazca, colocada por la Comisión del Sesquicentenario de la Independencia del Perú. También fue visitada por el coronel inglés William Miller (al servicio del ejército de José de San Martín) que fue acogido en Nazca y ayudado por José Manuel Mesa y Donayre, (posteriormente fue primer diputado que tuvo Nazca, prefecto de Ica, y fundador del colegio San Luis Gonzaga de Ica).

## Clima
Cálido seco, soleado durante todo el año, con una temperatura media anual de 20 °C. Tiene un clima cálido y benigno. La temperatura en verano sobrepasa los 35 °C (enero-marzo),
| Parámetros climáticos promedio de Nazca | Parámetros climáticos promedio de Nazca | Parámetros climáticos promedio de Nazca | Parámetros climáticos promedio de Nazca | Parámetros climáticos promedio de Nazca | Parámetros climáticos promedio de Nazca | Parámetros climáticos promedio de Nazca | Parámetros climáticos promedio de Nazca | Parámetros climáticos promedio de Nazca | Parámetros climáticos promedio de Nazca | Parámetros climáticos promedio de Nazca | Parámetros climáticos promedio de Nazca | Parámetros climáticos promedio de Nazca | Parámetros climáticos promedio de Nazca |
| Mes                                     | Ene.                                    | Feb.                                    | Mar.                                    | Abr.                                    | May.                                    | Jun.                                    | Jul.                                    | Ago.                                    | Sep.                                    | Oct.                                    | Nov.                                    | Dic.                                    | Anual                                   |
| --------------------------------------- | --------------------------------------- | --------------------------------------- | --------------------------------------- | --------------------------------------- | --------------------------------------- | --------------------------------------- | --------------------------------------- | --------------------------------------- | --------------------------------------- | --------------------------------------- | --------------------------------------- | --------------------------------------- | --------------------------------------- |
| Temp. máx. abs. (°C)                    | 37                                      | 38                                      | 38.8                                    | 36                                      | 34                                      | 32                                      | 29                                      | 30                                      | 33                                      | 35                                      | 35                                      | 36                                      | 38.8                                    |
| Temp. máx. media (°C)                   | 30.7                                    | 31.3                                    | 31.3                                    | 30.4                                    | 28.3                                    | 27.1                                    | 25.3                                    | 26.5                                    | 27.4                                    | 28.9                                    | 29.8                                    | 30                                      | 28.9                                    |
| Temp. media (°C)                        | 23.7                                    | 24.5                                    | 24.1                                    | 22.6                                    | 20.2                                    | 18.2                                    | 16.6                                    | 17.9                                    | 19.2                                    | 20.2                                    | 21.1                                    | 22.4                                    | 20.9                                    |
| Temp. mín. media (°C)                   | 16.8                                    | 17.8                                    | 16.9                                    | 14.8                                    | 12.2                                    | 9.3                                     | 7.9                                     | 9.3                                     | 10.1                                    | 11.5                                    | 12.4                                    | 14.9                                    | 12.8                                    |
| Temp. mín. abs. (°C)                    | 12                                      | 13                                      | 12                                      | 10                                      | 7                                       | 3                                       | 0.2                                     | 2                                       | 6                                       | 7                                       | 8                                       | 10                                      | 0.2                                     |
| Precipitación total (mm)                | 2                                       | 2                                       | 0                                       | 0                                       | 0                                       | 0                                       | 0                                       | 0                                       | 0                                       | 0                                       | 0                                       | 0                                       | 4                                       |
| Días de precipitaciones (≥ 1 mm)        | 1                                       | 1                                       | 0                                       | 0                                       | 0                                       | 0                                       | 0                                       | 0                                       | 0                                       | 0                                       | 0                                       | 0                                       | 2                                       |
| Fuente: climate-data.org                |                                         |                                         |                                         |                                         |                                         |                                         |                                         |                                         |                                         |                                         |                                         |                                         |                                         |

## Transporte

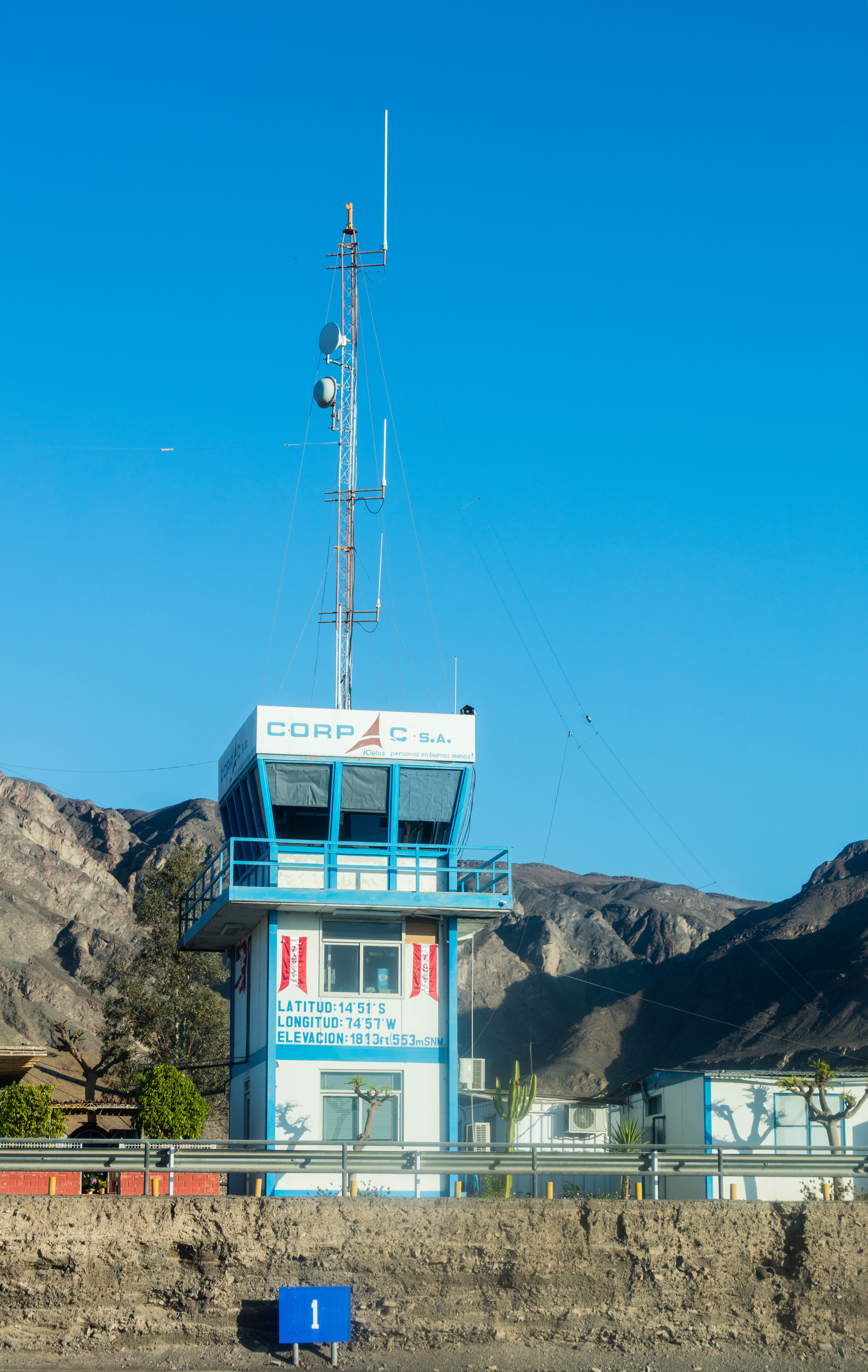
Aeropuerto María Reiche Neuman

Nasca es un verdadero nudo de las comunicaciones terrestres entre el centro y sur del país, se interconecta a través de carretera Panamericana Sur (km 439) y la carretera hacia Puquio-Abancay-Cusco (Interoceánica). Además por la Panamericana Sur el tráfico de pasajeros y carga es constante sobre todo en las provincias vecinas de Ica, Palpa y Marcona, además de Lima (la capital de la República), Arequipa y Tacna.
La ciudad cuenta con un aeropuerto utilizado principalmente para el turismo. El Aeropuerto María Reiche Neuman realiza vuelos sobre las líneas de Nasca.    el tio nacho nya

## Atractivos turísticos

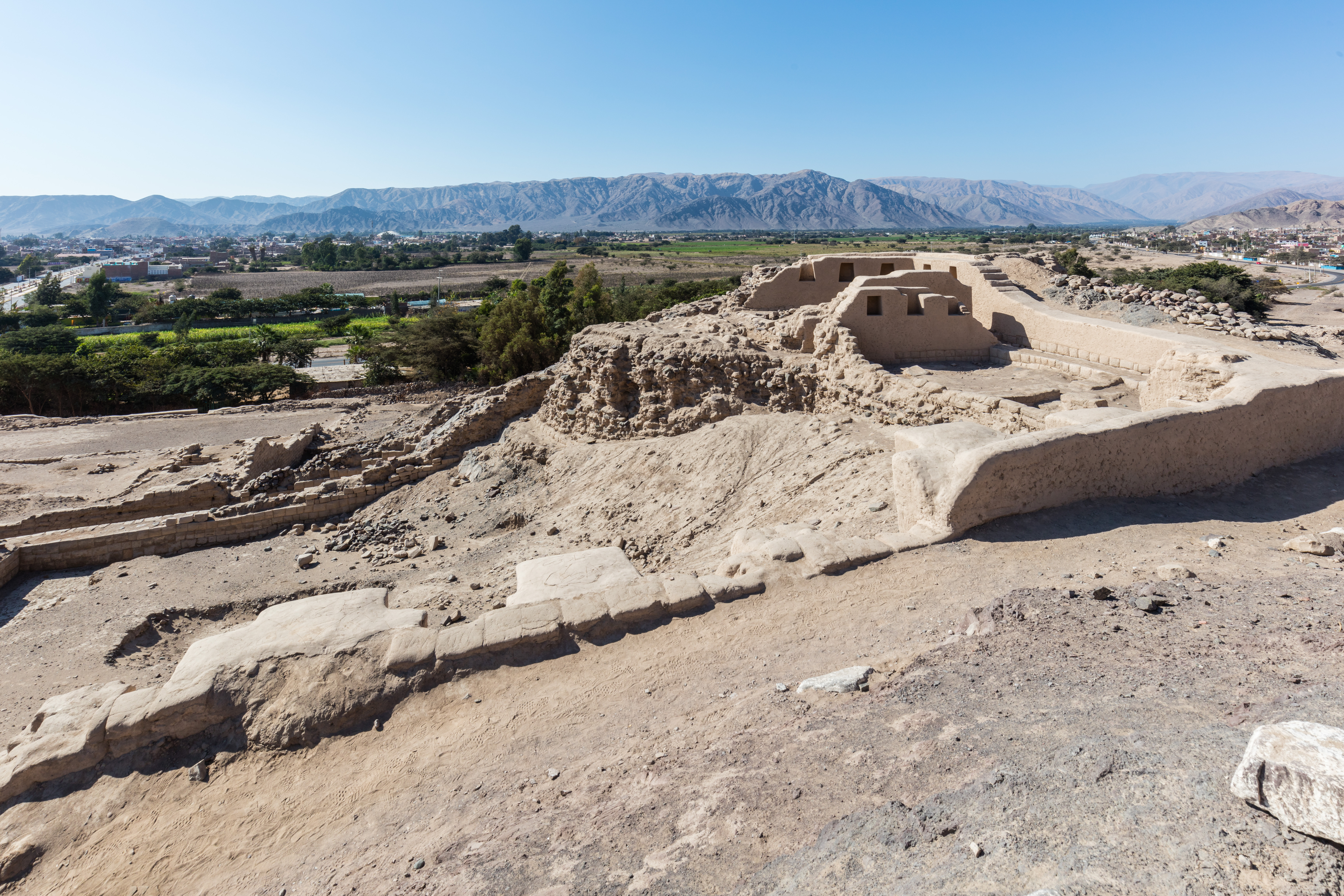
Los Paredones.

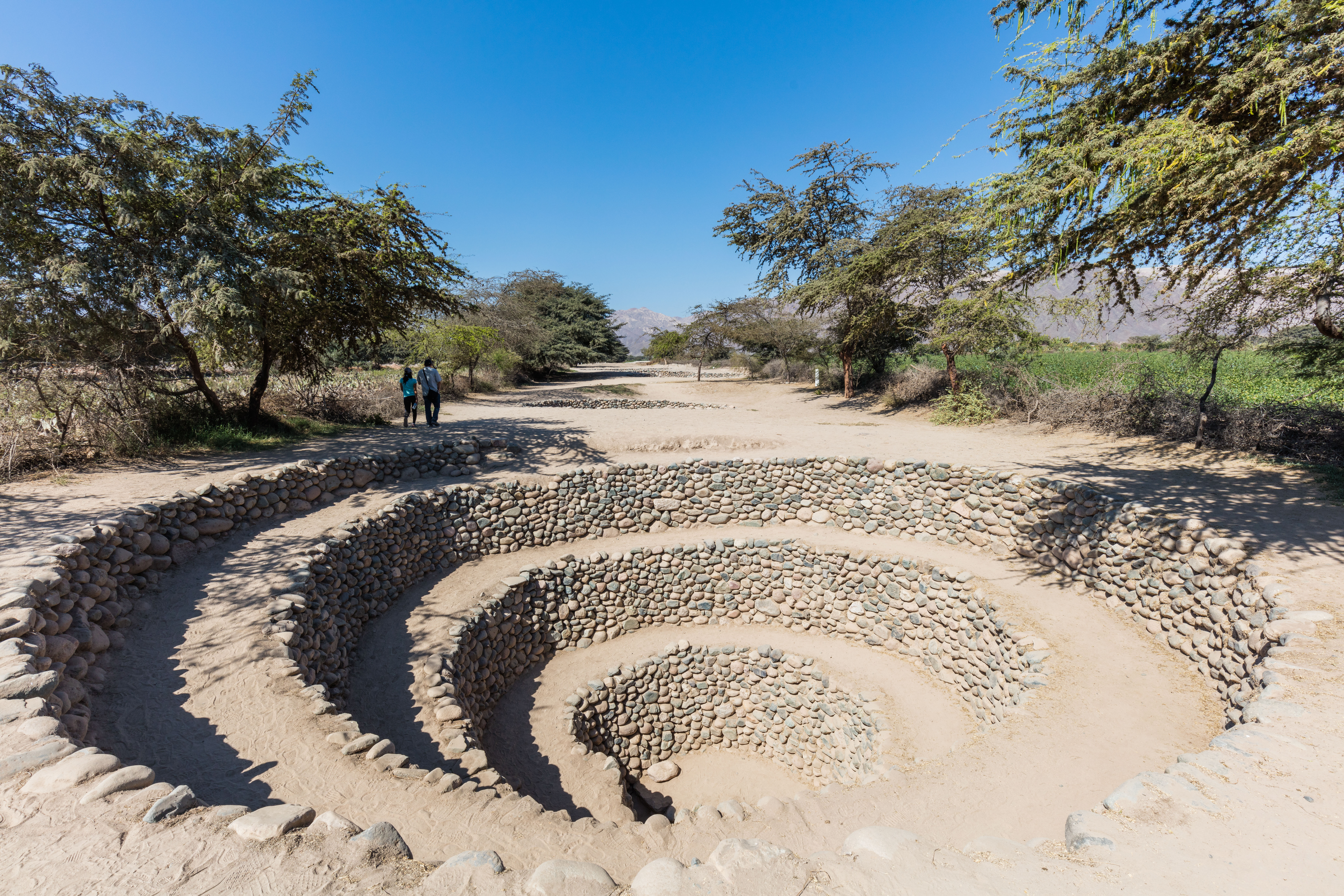
Acueductos de Cantalloc

- Líneas de Nasca: ubicada en la pampa de San José y sobre una extensión de 50 km, los geoglifos representan figuras de animales y plantas, algunas de estas figuras pueden llegar a medir hasta 300 metros de longitud y ocupar una superficie de 1000 m². Para poder apreciar correctamente estas figuras, es necesario poder volar sobre las Líneas de Nasca y así admirar toda esta maravilla como se debe.

- Cahuachi: ciudadela y centro ceremonial de los antiguos nascas, hay dos pirámides escalonadas de adobe, muy cerca está el lugar conocido como Estaqueria, donde se conserva estacas de algarrobo.

- Cementerio de Chauchilla: ubicado a 10 km al sur del a ciudad de Nasca contiene cerámica y momias preincaicas.

- Acueductos de Cantalloc: ubicado a 4 km al norte del a ciudad de Nasca construido por la cultura nasca y funcionan hoy en día, demostrando sus avances tecnológicos en la ingeniería hidráulica, construyeron más de 40 acueductos, que se usaban todo el año, para poder desarrollar una agricultura eficiente y capaz de saciar las necesidades de la población de aquella época, existen otros acueductos en diversos lugares de la ciudad

- Cerro Blanco: situado al este de la ciudad de Nasca, el médano más grande del Perú; ideal para la práctica de deportes de aventura como el sandboard y el parapente.

- Museo Municipal de Nasca: se puede apreciar cerámicas y textiles de la cultura Nasca.

## Festividades
- Fiesta patronal de la “VIRGEN DE GUADALUPE ”. del 29 de agosto al 10 de septiembre, día central el 8 de septiembre.

La historia comienza cuando se tuvieron noticias en la Villa de Nasca (hoy provincia), que en las playas de la Bahía de San Nicolás se había hallado varado por el mar un cajón de madera conteniendo la imagen de la Virgen de Guadalupe, la española (diferenciándose de la Virgen de Guadalupe, la morena, que se encuentra en México), que se supone sería parte del cargamento de un galeón español que probablemente, por algún motivo desconocido, encalló en alta mar. 
Dicho hallazgo tuvo lugar en San Nicolás el año 1810, por un pastor que se le recuerda con e! nombre de "Miguelín". Por aquel entonces cundió la noticia por las localidades más próximas, como Yauca, Acarí, Palpa, Ica y Pisco, las mismas que se organizaron y formaron grupos de expedición para llevarse la preciada carga a sus respectivos lugares, pero cuenta la tradición que fue un designio divino el que fracasaran en su intento cada una de ellas, pues sucedieron hechos inexplicables, como el que las mulas que jalaban el carruaje con dicha carga no querían moverse, pareciendo estar pegadas al suelo; en otras, los jumentos se sentían tan cansados que no había forma de levantarlos; así como también un grupo expedicionario no pudo dirigirse a su pueblo con la carga a cuesta por presentarse fuertes "paracas" que se les imposibilitaban avanzar, temiendo perderse en el camino de tal manera que dejaron la carga en el lugar del hallazgo. Estos y otros obstáculos hicieron comprender a los postulantes que dicha imagen no estaba destinada para ellos. 
En la plaza mayor de la Villa de Nasca, que en aquel tiempo se encontraba rodeada por algunas casas, "rancherías", capilla principal y la casa del gobernador. Los pobladores se dieron cita en ella para organizarse pidiendo la creación de una expedición al mando del padre Fray Sotil (de la orden de los Ermitaños), quien formó una comitiva encabezada por el mismo y solicitó a los pobladores de esta Villa conseguir unas buenas bestias de carga para traer la venerada imagen, si esa fuese la voluntad divina. 
La comitiva organizada llegó al sitio donde se encontraba la sagrada imagen, un día claro, sereno, con buen tiempo y según cuentan los pobladores durante el regreso no encontraron ningún obstáculo, más bien la carga se hizo tan ligera que las mulas apuraban el trote, como queriendo llegar cuanto antes al lugar elegido. 
Durante varios días hubo cierta incertidumbre entre los lugareños, pues creían que la sagrada imagen había sido llevada a otro pueblo, pero fue grata la sorpresa cuando adelantándose al resto de la comitiva se presentó el padre Fray Sotil, para comunicar a los pobladores que pronto la Virgen estaría en esta Villa de Nasca y que era necesario proporcionarle un altar en la capilla de ese entonces. 
Con el repique de campanas y entusiastas vítores de alegría, fue recibida la comitiva en la Plaza Mayor de la Villa de Nasca, portando el cajón de la Sagrada Imagen de la Virgen y según el relato de los lugareños, la mula portadora de la carga llegó a doblar sus patas y recostarse en un lugar distante de la Capilla Principal, hecho que se tomó como un aviso para que allí se le construyera el templo para su veneración, edificándose ésta al frente de la Plaza de Armas y que posteriormente fue destruida por el terremoto del 24 de agosto de 1942.
Actualmente es la Iglesia Matriz la que cobija la sagrada imagen de la Patrona de Nazca, ”santísima Virgen de Guadalupe”
- Aniversario por haber ascendido a la categoría Provincia de Nazca, 23 de enero.
- La semana turística (recordando el nacimiento de la doctora Maria Reiche Neumman).

## Gastronomía
El plato típico de la ciudad es el bufo (llamada en Nasca charapana según la historiadora gastronómica Rosario Olivas Weston, que su libro dice: «El bufo es otro plato que los iqueños atribuyen a los negros y del que existen varias versiones. En Nazca también se le conoce con el nombre de charapana y se elabora con la cabeza del carnero, mondongo, maíz pelado, lonjas de chancho, zapallo, habas, papas, perejil y sal». Según Antonio Gálvez Ronceros, escritor contemporáneo, en Chincha se prepara el bufo con trozos menudos de hígado y pulmones de res. Eudocio Carrera dice: «Llamaban bufo a unos trozos de bofe, por lo común de toro padre guisados de manteca de chancho, vinagre y hartos ajos y ajíes molidos (...) que se servía con arrocito y yucas sancochadas», preparado a base de menudencias de res; distintos tipos de corte de esta carne;(consumido por comunidad afronasqueña) la sangre de Cristo (ensalada de granada, más especies, consumida por los nasqueños de origen africano en fiestas de Semana Santa); la patita con maní; la "tripulina" o también denominado "fricasé" plato mestizo, hecho a base de criadillas de res, picada, carne de res picada, riñores de res picada, cebolla en corte de escabeche, tomate, sal pimienta, comino hojas de perejil, se le atribuye propiedades afrodisíacas, consumida en su mayoría por matarifes y ganaderos, la humita de choclo tierno y los tamales; los chicharrones de cerdo, guiso de pan o miga de pan, picantes de yuyo (consumido por los yanaconas de las haciendas), en los dulces propios tenemos el dulce de camote, la melcocha, la mazamorra de uva con leche, los dulces de higo, todos estos dulces con la influencia negra.
En bebidas se consume la cachina, el chinchivi (bebida a base de caña de azúcar antes cultivado en el ingenio, muy consumido por la comunidad afronasqueña), el guarapito dulce (ídem); el ponche de agraz (llamado también los orines del niño, preparado por la mayoría de familias nasqueñas tradicionales, que siempre contaban con vides dentro sus casas como era costumbre, era preparado con agua de canela, zumo de uva verde, azúcar y pisco, consumida en las fiestas navideñas), el tradicional ponche de siete leches, bebida caliente muy propia, solo hecha en esta zona, (en otros lugares tiene otras particularidades) a base de leche, maní, ajonjolí, coquito de panamá y coco rayado, semilla de zapallo o pecanas, clavo de olor, canela, azúcar,(antiguamente se usaba la chancaca a falta de azúcar) pisco al gusto, consumido en las fiestas patronales en honor al culto de la Nuestra Señora de Guadalupe, además de la elaboración de vinos y piscos.

## Deportes
El club de fútbol local, Santos FC (también denominado Santos de Nasca), participa en la Liga 2, la segunda división del fútbol peruano, y juega sus partidos de localía en el Estadio Municipal. 